# Aleid Truijens
Aleid Truijens (Amsterdam, 22 december 1955) is een Nederlands auteur en publiciste.
Ze werkt sinds 1996 als redacteur en columniste voor de Volkskrant. In 2003 kreeg Truijens een subsidie voor het schrijven van een biografie van F.B. Hotz die ze in 2011 publiceerde. Daarvoor werkte ze onder meer als kunstredacteur bij het weekblad Elsevier en bij NRC Handelsblad. Ook was ze actief als docent aan de School voor Journalistiek in Utrecht en aan de Universiteit Leiden. Zij heeft als bestuurslid zitting in het Bestuur van de Van Bijleveltstichting en is mede initiatiefneemster van de Joost Zwagerman Essay Prijs. 
Naast haar werk werkte zij ruim zeven jaar aan de biografie van Hella Haasse. Deze werd in 2022 uitgegeven onder de titel “Leven in de verbeelding”.   

## Bestseller 60
| Boeken met noteringen in de Nederlandse Bestseller 60 | Jaar van verschijnen | Datum van binnenkomst | Hoogste positie | Aantal weken | Opmerkingen |
| ----------------------------------------------------- | -------------------- | --------------------- | --------------- | ------------ | ----------- |
| Geluk kun je alleen schilderen                        | 2011                 | 14-09-2011            | 60              | 1            |             |
| Leven in de verbeelding                               | 2021                 | 09-02-2022            | 4               | 5            |             |